# Condado de O'Reilly
El condado de O'Reilly es un título nobiliario español creado por real decreto de 23 de octubre de 1771 y el subsiguiente real despacho de 28 de enero de 1772, del rey Carlos III, fue otorgada esta dignidad con el vizcondado previo de Cavan, en atención a sus méritos en favor de Alejandro O'Reilly Mc-Dowell, O'Reilly y Sillon.

## Condes de O'Reilly
|                                  | Titular                                                | Periodo                 |
| Creación por Carlos III          | Creación por Carlos III                                | Creación por Carlos III |
| -------------------------------- | ------------------------------------------------------ | ----------------------- |
| I                                | Alejandro O'Reilly Mc-Dowell, O'Reilly y Sillon        | 1772-1794               |
| II                               | Pedro Pablo O'Reilly y de las Casas                    | 1794-1832               |
| III                              | Manuel Francisco Antonio O'Reilly y Calvo de la Puerta | 1832-1882               |
| Rehabilitación por Juan Carlos I |                                                        |                         |
| IV                               | Darío Valcárcel y Lezcano                              | 1994-1998               |
| Rehabilitación por Felipe VI     |                                                        |                         |
| V                                | Leonardo del Monte y de Zárraga                        | Desde 2020              |

## Historia de los condes de O'Reilly
- Alejandro O'Reilly Mc-Dowell, O'Reilly y Sillon (Dublín, 1722-Bonete, 23 de marzo de 1794), I conde de O'Reilly.[1]

Casó, en 1768, con María Rosa de las Casas y Aragorri. Le sucedió su hijo en 14 de julio de 1794:
- Pedro Pablo O'Reilly y de las Casas (Madrid, 7 de noviembre de 1768-La Habana, 29 de enero de 1832), II conde de O'Reilly.[1]

Casó, en La Habana, el 11 de noviembre de 1792, con María Francisca Calvo de la Puerta y del Manzano, III condesa de Buenavista. Le sucedió su hijo:
- Manuel Francisco Antonio O'Reilly y Calvo de la Puerta (La Habana, 16 de enero de 1797-8 de mayo de 1882), III conde de O'Reilly, IV conde de Buenavista[1] y heredero del título de marqués de Jústiz de Santa Ana.

Casó, en La Habana, el 31 de julio de 1823, con María Francisca Núñez del Castillo y Mantalvo, VI marquesa de San Felipe y Santiago y III condesa del Castillo, con grandeza de España. Le sucedió, por rehabilitación, el hijo (chozno o nieto en cuarta generación) de un bisnieto de su hermano:
- Darío Valcárcel y Lezcano (n. Madrid, 1940), IV conde de O'Reilly[2] y III marqués de O'Reilly.

Casó con Amaya Silvela y Barcaiztegui, Montero de Espinosa y Uhagón. Cancelada, en trámite de ejecución de sentencia de mejor derecho nobiliario, la Real carta de rehabilitación expedida a su favor, le sucedió, por nueva rehabilitación:
- Leonardo del Monte y Zárraga, V conde de O'Reilly[4] y VII marqués de Justiz de Santa Ana.